# チウ・リー
チウ・リー（中国語: 邱礼、1981年6月6日 - ）は、中華人民共和国遼寧省瀋陽市出身のシンガポールの元サッカー選手。元シンガポール代表。ポジションはMFまたはFW。

## クラブ歴
中華人民共和国遼寧省瀋陽市に生まれ、6歳の頃に鉄西区体育学校でサッカーを始めた。その後瀋陽市体育学校、遼寧省体育学院立緑蔭足校、高豊文足校でサッカー選手になる為の練習を積んでいった。1996年には長春亜泰足球倶楽部のユースに加入し2000年にはプロに昇格したものの出場機会は少なく、遼寧中誉足球倶楽部に移籍した。しかし、同チームでも出場機会が少なく2004年には放出された。
2005年には当時のシンガポールに存在した中国系サッカーチームの新麒足球倶楽部に移籍。同チームが2006年に解散となると、彼はシンガポールに止まりヤング・ライオンズに移籍し、25試合19得点の活躍をした。2007年にはホーム・ユナイテッドに移籍したものの実力は発揮できず、翌2008年にはタンピネス・ローバースFCに移籍した。2011年には再びホーム・ユナイテッドに移籍したが、2013年に放出されバレスティア・カルサFCに移籍した。翌年再びホーム・ユナイテッドに復帰したが、1年で放出され、所属チームが無くなった。

## 代表歴
2008年5月14日にシンガポール国籍を取得した彼は、5月28日のバーレーン代表との親善試合で早速代表デビューをした。6月7日と6月14日には、2010 FIFAワールドカップ・アジア予選に出場し、それぞれウズベキスタン代表、サウジアラビア代表と対戦し、0-1、0-2で敗北した。しかし、同年11月24日に国際サッカー連盟（FIFA）は彼の出場を禁止した。これはFIFAの定めた新たな方針で新たに国籍を取得した人物が代表選手として出場するには5年の在住歴を要する事を規定していたが、彼は3年の居住歴しか持っていなかったからである。そのため、ワールドカップの両試合は0-3の敗北に記録が変更され、彼自身も2010年まで代表に復帰する事が出来なかった。
2011年7月23日の2014 FIFAワールドカップ・アジア2次予選、マレーシア代表戦で初得点。この試合をシンガポールは5-3で勝利した。

## タイトル

### 代表
シンガポール
- 東南アジアサッカー選手権: 2012